# Isolotti di Ferraglione
Gli isolotti di Ferraglione   sono due isolotti del canale di Sardegna situati a ridosso della costa meridionale della Sardegna.

Appartengono amministrativamente al comune di Teulada.